# أولاد العياشي (سيدي بوقنادل)
أولاد العياشي هي إحدى مشيخات المملكة المغربية، تتبع جغرافيا لعمالة سلا وإداريًا لسيدي بوقنادل. يقدر عدد سكانها بـ 6099 نسمة حسب الإحصاء الرسمي للسكان والسكنى لسنة 2004.